# Bicktjärnet (Gräsmarks socken, Värmland, 664450-133088)
Bicktjärnet är en sjö i Sunne kommun i Värmland och ingår i Göta älvs huvudavrinningsområde. Sjöns area är 0,027 kvadratkilometer och den är belägen 326 meter över havet.